# Eutropis darevskii
Eutropis darevskii (мабуя Даревського) — вид сцинкоподібних ящірок родини сцинкових (Scincidae). Ендемік В'єтнаму. Вид названий на честь російського герпетолога Іллі Даревського.

## Поширення і екологія
Мабуї Даревського відомі з типової місцевості, розташованої в провінці Шонла на півночі В'єтнаму.